# Kalevi Aho
Kalevi Aho (født 9 marts 1949 i Forssa Finland) er en finsk komponist.
Aho hører til nutidens vigtige finske komponister sammen med Aulis Sallinen. Han har komponeret 17 symfonier,  3 kammersymfonier, operaer og orkestermusik. 
Aho´s kompositoriske stil spænder fra neoklassisk stil til postmoderne stil.

## Udvalgte værker
- Symfoni nr. 1 (1969-1971) - for orkester
- Symfoni nr. 2 (1970-1995) - for orkester
- Symfoni nr. 3 "Symfoni koncertante nr. 1" (1971-1973) - for violin og orkester
- Symfoni nr. 4 (1972–1973) - for orkester
- Symfoni nr. 5 (1975–1976) - for orkester
- Symfoni nr. 6 (1979-1980) - for orkester
- Symfoni nr. 7 "Insekt Symfoni" (1988) - for orkester
- Symfoni nr. 8 (1993) - for orgel og orkester
- Symfoni nr. 9 "Symfoni koncertante nr. 2"  (1993-1994) - for trombone og orkester
- Symfoni nr. 10 (1996) - for orkester
- Symfoni nr. 11 (1997-1998) - for 6 slagtøjsspillere og orkester
- Symfoni nr. 12 "Luosto Symfoni" (2002-2003) - for sopran, tenor, 10 musikere bag scenen, slagtøj, messingblæsere, kammerorkester og orkester
- Symfoni nr. 13  "Symfoniske karakteriseringer" (2003) - for orkester
- Symfoni nr. 14 "Ritualer" (2007) - for darbuka, djembe , gonger og kammerorkester
- Symfoni nr. 15 (2009-2010) - for orkester
- Symfoni nr. 16 (2013-2014) - for mezzosopran, 4 slagtøjsspillere og 60 strygere
- Symfoni nr. 17 "Symfoniske Fresker" (2017) - for orkester
- Symfoni nr. 18 (2022-2023) - for orkester
- Kammersymfoni nr. 1 (1976) - for 20 strygere
- Kammersymfoni nr. 2 (1991-1992) - for 20 strygere
- Kammersymfoni nr. 3 (1995-1996) - for altsaxofon og 20 strygere